# Fernando Kanapkis
Fernando Alfredo Kanapkis García (Montevideo, 6 de junho de 1966) é um ex-futebolista profissional uruguaio, que atuava como zagueiro.

## Carreira
Descendente de gregos e espanhóis, profissionalizou-se no Fénix em 1982. Jogou ainda em outros 7 clubes de seu pais: Nacional, Danubio, Huracán Buceo, Rampla Juniors, Paysandú Bella Vista, Racing Montevideo e Alianza, onde encerrou a carreira em 2004.
Defendeu ainda o Textil Mandiyú (Argentina) e teve uma curta passagem pelo Atlético Mineiro, que entre 1993 e 1994 (período em que defendeu o time) contratou jogadores consagrados para o elenco, apelidado de "Selegalo". Sua passagem ficou marcada por um drible do então jovem atacante Ronaldo, que cortou Kanapkis 2 vezes (o zagueiro chegou a cair no gramado). O Cruzeiro venceu por 3 a 1.

## Seleção
Kanapkis integrou a Seleção Uruguaia de Futebol na Copa América de 1993.

## Links
- Fernando Kanapkis em National-Football-Teams.com